# Fernando Lopez
Fernando Lopez (Jaro, 13 april 1904 – aldaar, 26 mei 1993) was een Filipijns politicus. Fernando Lopez was drie termijnen vicepresident van de Filipijnen. De eerste keer was onder president Elpidio Quirino (1949 - 1953) namens de Liberal Party. Daarna was hij vicepresident onder president Ferdinand Marcos (1965 - 1969 en 1969 - 1972) namens de Nacionalista Party.

## Biografie
Fernando Lopez werd geboren op 13 april 1904 in de Filipijnse stad Iloilo City in een rijke en invloedrijke familie. Hij was de jongste van twee zoons van Benito Lopez, gouverneur van Iloilo en Presentacion Hofilena. Lopez voltooide in 1921 zijn middelbareschoolopleiding aan het Colegio de San Juan de Letran. Aansluitend studeerde hij, net als veel prominente Filipino's, rechten studeren aan de University of Santo Tomas. Na het behalen van zijn Bachelor-diploma rechten in 1925 en het toelatingsexamen voor de Filipijnse balie (bar exam) ging Lopez echter niet werken als jurist. Lopez ging werken met zijn oudere broer in het familiebedrijf.
Lopez was een van de oprichters van het Iloilo College en de FEATI University in Manilla. De Lopez familie waren bovendien eigenaar van het Iloilo-Negros Air Express Company (het eerste luchtvaartbedrijf in Filipijns bezit), de Iloilo Times (El Tiempo), de Manila Chronicle en ABS-CBN Broadcasting Corporation.
In 1945 werd Lopez door president Sergio Osmeña, zonder enige politieke ervaring, aangewezen om burgemeester te worden van de stad Iloilo City. Twee jaar later werd hij gekozen in het Filipijnse Senaat. In 1949 werd Lopez vicepresident onder Elpidio Quirino en van 1950 tot 1953 was hij bovendien minister van Landbouw en Natuurlijke Hulpbronnen. In 1953 werd hij opnieuw als senator gekozen, waarna hij zes jaar later werd herkozen. In 1965 haalde Marcos Lopez over om zich kandidaat te stellen als vicepresident. Hij won de verkiezingen met ruime marge. In 1969 werd hij herkozen.
Ten tijde van het uitroepen van de staat van beleg in 1972, was de Lopez familie uit de gratie geraakt bij de Marcossen, omdat ze kritiek uitten op het corrupte beleid van Marcos. Ze werden bovendien door Marcos aangevallen omdat ze leden van de gevestigde elite waren. De functie van vicepresident werd opgeheven en Lopez werd uitgenodigd af te treden als minister van landbouw. De Lopez familie werd gedwongen afstand te doen van veel van haar politieke macht en haar bezittingen.
Fernando Lopez overleed op 26 mei 1993. Samen met zijn vrouw Mariquit Javella kreeg hij zes kinderen.